# L'Autruche Bière des Gilles
L’Autruche Bière des Gilles is een Belgisch bier van hoge gisting.
Het bier wordt sinds 2002 gebrouwen in Brasserie de Silenrieux te Silenrieux.
Het is een blond bier met een alcoholpercentage van 7%.